# Wielki Hińczowy Staw
Wielki Hińczowy Staw (słow. Veľké Hincovo pleso, węg. Nagy-Hincó-tó, niem. Großer Hinzensee) – staw tatrzański położony w Dolinie Hińczowej, stanowiącej górną część Doliny Mięguszowieckiej w słowackiej części Tatr Wysokich.

## Lokalizacja
Staw leży na wysokości 1944,8 m n.p.m., o 551 m wyżej niż Morskie Oko, dlatego wznoszące się na północ od Wielkiego Hińczowego Stawu Mięguszowieckie Szczyty nie wydają się od jego strony tak wyniosłe jak od polskiej. Ma 20,08 ha powierzchni i 53,7 m głębokości. Jest największym i najgłębszym stawem w słowackiej części Tatr oraz czwartym co do wielkości i trzecim co do głębokości w Tatrach.
Znajduje się w kotle lodowcowym o litym, skalnym dnie, od południowej strony zamkniętym skalnym ryglem. Woda jest bardzo przejrzysta; według pomiarów Ludomira Sawickiego z 1909 r. jej przeźroczystość wynosi 19 m. Natomiast w przybrzeżnych płyciznach występuje zdumiewająco bogaty, jak na tę wysokość, plankton. Dominuje w nim Diaptomus gracilis (według badań Stanisława Minkiewicza).
Poniżej, w południowo-zachodnim kierunku, w Dolince Szataniej znajduje się w oddzielnej kotlinie drugi, mniejszy Mały Hińczowy Staw. Nazwa obydwu stawów pochodzi według ludowych podań od słowackiego imienia Ignaś (Hinško).

## Szlaki turystyczne
– przez całą długość Doliny Mięguszowieckiej prowadzi niebieski szlak rozpoczynający się przy stacji kolei elektrycznej Popradské pleso i wiodący wzdłuż potoku Krupa nad Popradzki Staw, skąd dalej nad Wielki Hińczowy Staw i na Wyżnią Koprową Przełęcz.
- Czas przejścia od stacji do Popradzkiego Stawu: 1 h, ↓ 35 min
- Czas przejścia znad Popradzkiego Stawu na Koprową Przełęcz: 2:15 h, ↓ 1:45 h[2]